# 村谷嘉則
村谷 嘉則（むらたに よしのり）は、日本のテレビドラマディレクター、映画監督。

## 経歴
東京工学院専門学校放送芸術科を1993年に卒業。以後さまざまな作品で若松節朗のもとでフリーで助監督を経験したのち、『恋ノチカラ』で監督としてデビュー。若松には以降もさまざまな作品に助監督としてフォローしており、映画『沈まぬ太陽』でセカンド助監督、『夜明けの街で』ではチーフ助監督として若松をフォローしている。
2010年、『恋するナポリタン 〜世界で一番おいしい愛され方〜』で映画監督デビュー。また『サイン』では初のメイン監督を務めた。

## テレビドラマ
- 恋ノチカラ（2002年、フジテレビ）※演出補兼任&第9話で監督デビュー
- 真夜中の雨（2002年、TBS）※演出補兼任
- 救命病棟24時3（2005年、フジテレビ）※演出補兼任
- 熟年離婚（2005年、テレビ朝日）
- ダンドリ娘（2006年、フジテレビ）
- 私の頭の中の消しゴム アナザーレター（2006年）
- 役者魂!（2006年、フジテレビ）
- 花嫁とパパ（2007年、フジテレビ）
- 世にも奇妙な物語「48%の恋」（2007年、フジテレビ）
- 鹿男あをによし（2008年、フジテレビ）※監督補兼任
- 太陽と海の教室（2008年、フジテレビ）※監督補兼任
- あり得ない!（2010年、MBS）
- パーフェクト・リポート（2010年、フジテレビ）
- サイン（2011年、MBS）※初メイン監督作品
- 謎解きはディナーのあとで（2011年、フジテレビ）※演出補兼任
- dinner（2013年、フジテレビ）※演出補兼任
- しんがり 山一證券 最後の聖戦（2015年9月20日 - 10月25日、WOWOW）
- 人形佐七捕物帳（2016年10月 - 12月、BSジャパン、バンエイト）※メイン監督
- 石つぶて 〜外務省機密費を暴いた捜査二課の男たち〜（2017年、WOWOW）
- 悪魔の弁護人・御子柴礼司 〜贖罪の奏鳴曲〜（2019年、東海テレビ）※メイン監督
- トッカイ～不良債権特別回収部～（2021年、WOWOW）

## 映画
- 恋するナポリタン 〜世界で一番おいしい愛され方〜（2010年）
- Fukushima 50（2020年） - 助監督